# 车厂子抗日游击根据地
车厂子抗日游击根据地，位于中国吉林省和龙市卧龙乡和安村，为一个省级文物保护单位，类型为近现代史迹及代表性建筑，公布时间为1981年4月20日。该文物保护单位由和龙市文物管理所管理。
车厂子抗日游击根据地的历史年代为1934-1935年。